# Перм II
Перм II (Перм-Друга рос. Пермь II) — залізнична станція та головний залізничний вокзал Пермського регіону Свердловської залізниці, що розташовані у місті Перм, Пермський край, Росія.

## Пасажирське сполучення

### Далеке прямування
- Західний напрямок: Москва, Санкт-Петербург, Сімферополь, Адлер, Нижній Новгород, Новоросійськ.
- Східний напрямок: Владивосток, Єкатеринбург, Тюмень, Нижній Тагіл, Абакан, Челябінськ, Новокузнецьк, Кемерово, Нижньовартовськ, Новий Уренгой, Іркутськ, Красноярськ, Новосибірськ, Сєверобайкальськ, Хабаровськ, Горнозаводськ.
- Горнозаводський напрямок: Горнозаводськ, Нижній Тагіл, Сєров, Березники.

### Міжнародне сполучення
| Номер потяга | Назва потяга | Маршрут сполучення                                                                 | Залізниця обслуговування                  |
| ------------ | ------------ | ---------------------------------------------------------------------------------- | ----------------------------------------- |
| 001М/002Щ    | Росія        | Москва (Москва-Пасажирська-Ярославська) Владивосток (вагони: Пхеньян, Туманган)    | Російські залізниці                       |
| 03З/04З      |              | Москва (Москва-Пасажирська-Ярославська) Пекін-Центральний Проходить через Монголія | Китайська залізниця                       |
| 005Щ/006Щ    |              | Москва (Москва-Пасажирська-Ярославська) Улан-Батор (вагони: Ерденет)               | Російські залізниці Монгольська залізниця |
| 019Ч/020Щ    | Схід Схід    | Москва (Москва-Пасажирська-Ярославська) Пекін-Центральний                          | Російські залізниці                       |
| 063Б/064Б    |              | Мінськ-Пасажирський (вагони: Брест-Центральний) Новосибірськ-Головний              | Білоруська залізниця                      |